# ساناز مینایی
ساناز مینایی نویسنده، محقق و مدرس در حوزه آشپزی، نخستین تولیدکنندهٔ برنامه‌های آشپزی در صدا و سیمای جمهوری اسلامی اوایل دهه هفتاد است.

## زندگی شخصی
ساناز مینایی در شهر اراک متولد شد و هم‌اکنون در تهران زندگی می‌کند. نام پیشین او اکرم مینایی بود که بعدها به دلیل فعالیت‌های خود به ساناز مینایی تغییر نام داد. او دو فرزند به نام‌های ساناز و سانیا دارد.

## زندگی حرفه‌ای

### آموزشگاه آشپزی
اولین آموزشگاه آشپزی در ایران توسط وی در سال ۱۳۶۲ تأسیس شد. ساناز مینایی از سال ۱۳۵۷ در ایران به تدریس هنرهایی چون تزئین سبزیجات و میوه‌آرایی، آشپزی، شیرینی‌پزی، دکور کیک، و مدیریت خانواده پرداخته‌است. او در سال ۱۳۷۰ با تدوین اولین استاندارد آشپزی سازمان آموزش فنی و حرفه‌ای که شامل ۱۴ استاندارد آشپزی، شیرینی پزی و پذیرایی موسوم به سرآشپز طلایی اولین آموزشگاه با مجوز رسمی از سازمان فنی‌حرفه‌ای را تأسیس نمود.
او در سال ۱۳۷۴ مجوز تأسیس دانشگاه غیرانتفاعی را در مورد شناخت و پخت غذا از وزارت فرهنگ و علوم دریافت نمود.

### نشر کتاب
ساناز بیش از ۲۷ عنوان کتاب در حوزهٔ آشپزی، شیرینی‌پزی و گارنیش به چاپ رسانده‌است. اولین کتاب او در سال ۱۳۶۲ با عنوان آرایش سبزیجات و میوه‌آرایی به چاپ رسید.

### برنامه تلویزیونی
اولین برنامه‌های تلویزیونی آشپزی در ایران در اوایل دهه ۷۰، با آموزش‌های ساناز مینایی به مدت ۵ سال بر روی آنتن بود.

### ماهنامه تخصصی آشپزی
ماهنامه تخصصی سانازسانیا به عنوان اولین مجله تخصصی در حوزه آشپزی در سال ۱۳۸۶ به چاپ رسید. ساناز شریفی دختر بزرگ ساناز مینایی در حال حاضر سردبیر این ماهنامه است.

### ثبت اختراع
مینایی در سال ۱۳۹۱ موفق به ثبت اختراع 'فناوری تهیه، کنترل و استانداردسازی سرآشپز طلایی شد. این استاندارد در راستای گسترش غذاهای ایرانی، فناوری تهیه و کنترل مواد و روش‌های مهمان‌پذیری برای نخستین بار در سطح ملی و جهانی در حوزه صنعت تغذیه (Food Technology) با هدف توسعه صنعت گردشگری در کشور، ایجاد جاذبه‌های لازم در راستای معرفی فرهنگ اصیل ایرانی، ارتقاء دانش و آموزش علمی روش‌های نوین آشپزی، افزایش آگاهی و سطح دانش افراد در حوزه ایمنی بهداشت و مسائل زیست‌محیطی در تهیه مواد و در نهایت معرفی و آموزش آداب و اسلوب پذیرایی و مهمان‌پذیری و سایر حوزه‌های مرتبط ابلاغ گردید.

## سایر فعالیت‌ها
- مدیریت و آموزش میزبانان در شانزدهمین اجلاس سران جنبش عدم تعهد / تهران / ۱۳۹۱
- ناظر تهیه، تدارک و پذیرایی در شانزدهمین اجلاس سران جنبش عدم تعهد / تهران / ۱۳۹۱
- داور و کارشناس اجرایی سیزدهمین المپیاد ملی مهارت فنی و حرفه‌ای" در رشته آشپزی و شیرینی‌پزی / ایران / ۱۳۹۱
- همکاری در تولید و پخش نخستین برنامه آموزشی هنر شیرینی‌پزی در صدا و سیمای جمهوری اسلامی ایران طی مدت ۵ سال / ۱۳۷۲
- تولید، اجرا و تکثیر ۷ نوار ویدئویی و ده‌ها لوح فشرده آموزشی با مضمون آموزش هنر آشپزی و شیرینی‌پزی (دارای تأییدیه وزارت ارشاد) / ۱۳۷۲
- همکاری مستمر و پویا با اداره کل امور بانوان شهرداری تهران در ارائه طرح‌های اشتغال‌زایی با محوریت بانوی ایرانی
- یکی از چهار داورِ سومین مسابقهٔ بین‌المللی آشپزی «طعم خوش زندگی» در سال ۱۳۸۹. این مسابقه توسط شرکت ال جی در کره جنوبی برگزار می‌شود.[۹]
- اجرای برنامه‌های آشپزی در کانال آفتاب جهت پخش در تلویزیون آمریکا و ۷ کشور اروپایی در سال ۱۳۷۴ (زیر نظر وزارت ارشاد)[۱۰]
- دبیر اولین همایش تغذیهٔ سالم[۴]
- آموزش آشپزی در مجله جوانان
- آموزش آشپزی در هفته‌نامه اطلاعات هفتگی
- آموزش آشپزی در مجله دانستنی‌ها
- مشارکت در برگزاری همایش بین‌الملل زیتون

## افتخارات

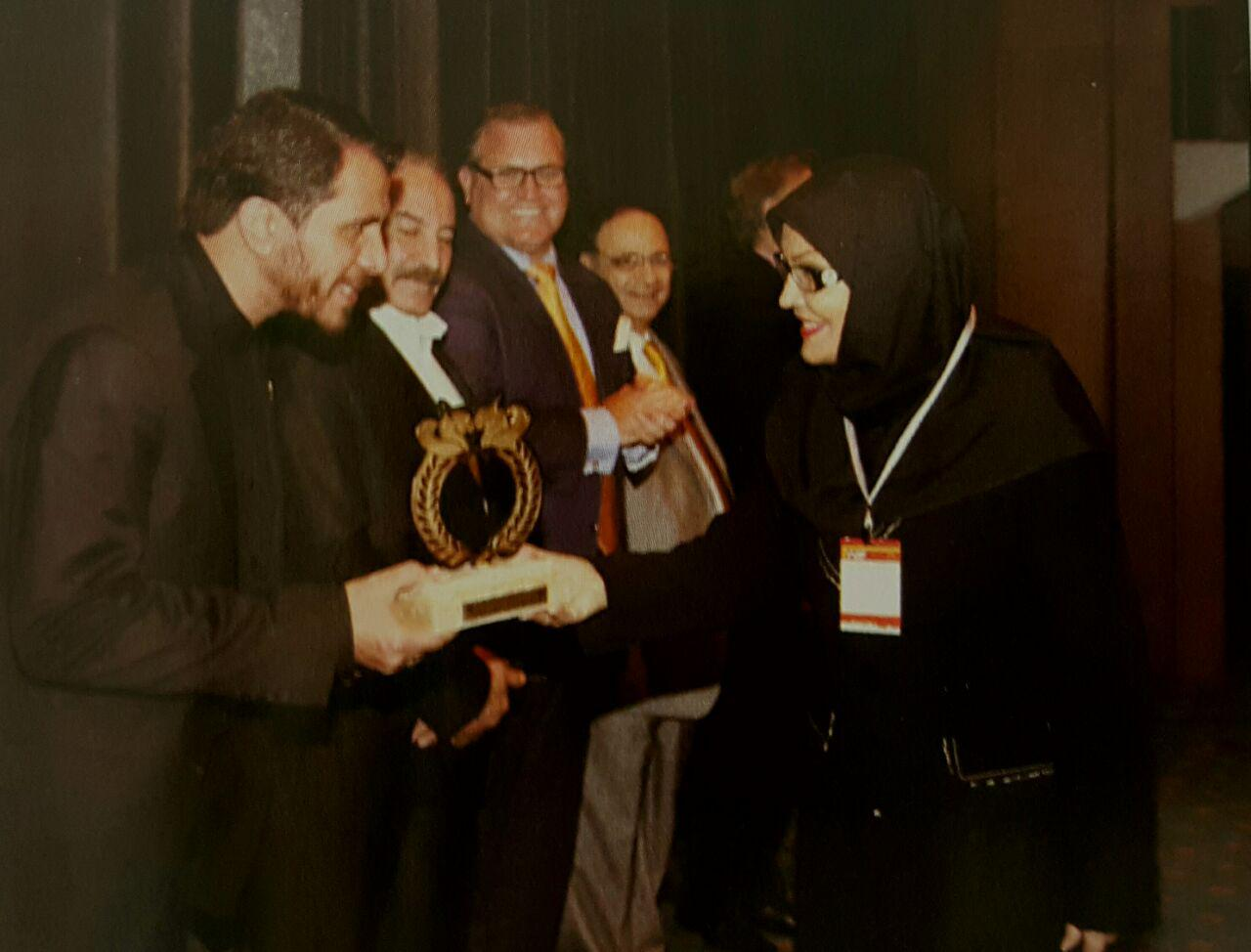
دریافت تندیس زرین مجمع جهانی نشان منتخب به عنوان اولین و تنها بانوی ایرانی

- برگزیده بخش داوری جشنواره اختراعات استان‌های تهران و البرز / ۱۳۹۳[۱۱]
- دریافت تندیس زرین مدیریت و لوح مدیر شایسته ملی از خانم سهیلا جلودارزاده، معاون وزیر صنعت معدن و تجارت وقت[۱۲]
- تندیس رسانه برتر از جشنواره سیسیل ایتالیا(Premio Sicilia) / 2011[۱۳]
- دریافت تندیس زرین مجمع جهانی نشان منتخب به عنوان اولین و تنها بانوی ایرانی / تهران / ۱۳۹۱[۱۴]
- دریافت گواهینامه ممتاز ارزش‌گذاری هنر از هیئت نظارت استان و هیئت نظارت مرکزی سازمان آموزش فنی و حرفه‌ای کشور / ۱۳۹۱–۱۳۹۰
- اخذ عنوان مؤسس و مدیر ممتاز آموزشگاه‌های خصوصی از سوی سازمان آموزش فنی و حرفه‌ای کشور / ۱۳۹۱–۱۳۹۰

## آثار
- سانازسانیا: دائرةالمعارف آشپزی (۱۳۹۳)، در حال حاضر در ۳ جلد
- آشپزی سانازسانیا (۱۳۸۶)، در ۲ جلد[۱۵]
- انواع پلو با آشپزی آسان (۱۳۸۶)
- ماهی و خوراک دریایی (۱۳۸۵)
- فهرست نان‌های فانتزی (۱۳۸۵)
- آشپزی با پنیر گودا (۱۳۸۵)
- انواع ساندویچ تست (۱۳۸۵)
- غذاهای گوشتی ساناز و سانیا (۱۳۸۴)
- انواع بستنی (۱۳۸۴)
- انواع دسرهای بین‌المللی (۱۳۸۴)
- انواع دسرهای سنتی، مربا و مارمالاد (۱۳۸۴)
- آرایش سبزیجات و میوه‌آرایی (۱۳۸۴)، در ۳ جلد
- آرایش سبزیجات و دکور غذا (۱۳۸۴)
- انواع ماکارونی (پاستا، لازانیا و اسپاگتی) (۱۳۸۳)[۱۶]
- انواع ماهی (۱۳۸۳)
- انواع مرغ و پرنده (۱۳۸۳)
- انواع پلو و چلو (۱۳۸۳)
- انواع پیتزا (۱۳۸۳)
- انواع خورش (۱۳۸۳)
- انواع سس (۱۳۸۳)
- انواع کباب (۱۳۸۳)
- انواع کیک (۱۳۸۳)
- کتاب آشپزی ساناز و سانیا (۱۳۸۲)
- شیرینی‌های خشک و سنتی و انواع شکلات (۱۳۸۱)
- شیرینی‌های خشک مدرن و انواع بیسکویت (۱۳۸۱)